# Дежа вю (фільм, 2006)
«Дежа вю» (англ. Déjà Vu) — американський фантастичний трилер режисера Тоні Скотта, що вийшов 2006 року. У головних ролях Дензел Вашингтон, Вел Кілмер.
Сценаристами були Білл Марсіллі, Террі Россіо, продюсером був Джеррі Брукхаймер. Вперше фільм продемонстрували 20 листопада 2006 року у США у Нью-Йорку. В Україні у кінопрокаті прем'єра фільму відбулась 18 січня 2007 року.

## Сюжет
В Новому Орлеані на річці Міссісіпі відбувається жахлива трагедія. З невідомих причин вибухає пором, у результаті чого гине більше 500 людей. Окрім інших служб розслідувати справу починає спеціальний агент Бюро алкоголю, тютюну, вогнепальної зброї і вибухових речовин (АТВ) Дуглас Карлін. Спочатку він жахається від кількості загиблих, оскільки буквально весь пірс устелений мішками для трупів. Потім Карлін обстежує найближчий берег річки, де знаходить дещо, що нагадує йому залишки від саморобного вибухового пристрою. Щоб підтвердити свою теорію він вирушає під автомобільний міст, де намагається знайти те, чого тут не мало б бути. Тут його знаходить агент ФБР Пол Призварра. Вже разом вони виявляють залишки суміші селітри та дизельного палива. Лише в цьому місці вони збереглися, так як відразу після трагедії пішов дощ. Тому Дуглас категорично проти того, щоб називати вибух порому нещасним випадком. 
Згодом Карліну телефонують та повідомляють, що нижче за течією діти виявили обгорілий труп дівчини. Проте один факт буквально спантеличує агента АТВ. Річ у тому, що цю "знахідку" зробили ще до катастрофи. Загиблою виявляється Клер Кучевер. Більш детальний огляд її тіла дозволяє зрозуміти, що вона стала жертвою викрадення. Саме тому Карлін відправляється оглянути її житло. Слухаючи телефонні повідомлення жертви, Дуглас виявляє, що та напередодні смерті намагалася з ним зв'язатися. Всі ці обставини формують у Карліна думку про те, що трагедія на річці та смерть цієї жінки пов'язані.
Тим часом агент ФБР Призварра долучає Карліна до своєї команди, оскількі ті мають надсучасні технології. Система під назвою "Білосніжка" дозволяє спостерігати за подіями 4-денної давнини в режимі реального часу, змінюючи кут огляду на власний розсуд. Побачене дивує Дугласа і у нього виникає безліч питань. Проте відповіді Пола та його аналітиків здаються агенту АТВ підозрілими. Тим не менш саме Карлін наполягає на тому, щоб вся команда продовжувала стежити за подіями в житті Кучевер до її викрадення. Так Дуглас збирається вийти на слід того, хто відповідальний за вибух порома...

## У ролях
| Актор            | Персонаж                                  | Роль                         |
| ---------------- | ----------------------------------------- | ---------------------------- |
| Дензел Вашингтон | Дуґлас Карлін (англ. Douglas Carlin)      | спеціальний агент АТВ        |
| Вел Кілмер       | Пол Призварра (англ. Paul Pryzwarra)      | спеціальний агент ФБР        |
| Брюс Грінвуд     | Джек МакКріді (англ. Jack McCready)       | спеціальний агент ФБР        |
| Метт Крейвен     | Ларрі Мінуті (англ. Larry Minuti)         | спеціальний агент АТВ        |
| Джеймс Кевізел   | Керролл Оерстадт (англ. Carroll Oerstadt) | самопроголошений патріот США |
| Паула Паттон     | Клер Кучевер (англ. Claire Kuchever)      |                              |
| Адам Ґолдберґ    | Александер Денні (англ. Alexander Denny)  | науковець                    |
| Елден Генсон     | Гуннарс (англ. Gunnars)                   | науковець                    |
| Еріка Александер | Шанті (англ. Shanti)                      | науковець                    |
| Річ Гатчмен      | Сталгат (англ. Stalhuth)                  |                              |
|                  |                                           |                              |

## Сприйняття

### Критика
Фільм отримав змішано-позитивні відгуки: Rotten Tomatoes дав оцінку 55 % на основі 156 відгуків від критиків (середня оцінка 5,9/10) і 73 % від глядачів із середньою оцінкою 3,6/5 (367,062 голоси). Загалом на сайті фільми має змішаний рейтинг, фільму зарахований «гнилий помідор» від кінокритиків, проте «попкорн» від глядачів, Internet Movie Database — 7,0/10 (180 543 голоси), Metacritic — 59/100 (32 відгуки критиків) і 5,2/10 від глядачів (153 голоси). Загалом на цьому ресурсі від критиків і від глядачів фільм отримав змішані відгуки.

### Касові збори
Під час показу в Україні, що стартував 18 січня 2007 року, протягом першого тижня фільм і зібрав 196,064 $, що на той час дозволило йому зайняти 1 місце серед усіх прем'єр. Показ фільму протривав 5 тижнів і завершився 18 лютого 2007 року. За цей час стрічка у прокаті в Україні зібрала 453,395 $. Із цим показником стрічка зайняла 42 місце у кінопрокаті за касовими зборами в Україні.
Під час показу у США, що розпочався 22 листопада 2006 року, протягом першого тижня фільм був показаний у 3,108 кінотеатрах і зібрав 20,574,802 $, що на той час дозволило йому зайняти 3 місце серед усіх прем'єр. Показ фільму протривав 100 днів (14,3 тижня) і завершився 1 березня 2007 року. За цей час фільм зібрав у прокаті у США 64,038,616  доларів США, а у решті світу 116,518,934  доларів США (за іншими даними 117,000,000 $), тобто загалом 180,557,550   доларів США (за іншими даними 181,038,616 $) при бюджеті 75 млн $ (за іншими даними 80 млн $).

### Нагороди і номінації[12]
| Рік  | Нагорода                      | Категорія                              | Номінант | Результат |
| ---- | ----------------------------- | -------------------------------------- | --- | --------- |
| 2007 | Премія «Сатурн»               | Найкращий науково-фантастичний фільм   | стрічка | Номінація |
| 2007 | Нагорода «Чорна котушка»      | Найкращий прорив                       | Пола Петтон | Номінація |
| 2007 | Nielsen/EDI Gold Reel Awards  | Золота котушка                         | стрічка | Перемога  |
| 2007 | Нагорода «Світовий саундтрек» | Композитор року                        | Гаррі Ґреґсон-Вільямс | Номінація |
| 2007 | Нагорода «Світовий трюк»      | Найкращий трюк з вогнем                | Чак Пісерні молодший, Стів Пісерні, Шон Грем, Монті Кокс, Роберт Павелл, Скотт Вайлдер, Джеффрі Дж. Барнетт, Макс Деніелс                                            | Номінація |
| 2007 | Нагорода «Світовий трюк»      | Найкраща робота з транспортним засобом | Кенні Ендосо, Генрі Кінґі, Чак Пісерні молодший, Чарлі Пісерні, Джаліл Джей Лінч, Стів Пісерні, Корі Майкл Юбенкс, Джон Сенатіемпо, Біллі Д. Лукас, Гілберт Б. Комбс | Номінація |

### Виноски
1. 1 2  Deja Vu: Release Info (англ.). Internet Movie Database. Архів оригіналу за 25 січня 2021. Процитовано 22 грудня 2013.
2. 1 2  Дежа Вю (англ.). Kino-teatr.ua. Архів оригіналу за 24 грудня 2013. Процитовано 22 грудня 2013.
3. 1 2 3  Deja Vu (англ.). Internet Movie Database. Архів оригіналу за 27 грудня 2013. Процитовано 22 грудня 2013.
4. 1 2 3 4 5  Déjà Vu (англ.). The Numbers. Архів оригіналу за 24 грудня 2013. Процитовано 22 грудня 2013.
5. 1 2 3  Deja Vu (англ.). Box Office Mojo. Архів оригіналу за 5 серпня 2019. Процитовано 22 грудня 2013.
6. ↑  Déjà Vu (англ.). AllMovie. Архів оригіналу за 22 лютого 2014. Процитовано 22 грудня 2013.
7. ↑  Déjà Vu: Full Cast & Crew (англ.). Internet Movie Database. Архів оригіналу за 15 лютого 2016. Процитовано 22 грудня 2013.
8. ↑  Déjà Vu (англ.). Rotten Tomatoes. Архів оригіналу за 24 грудня 2013. Процитовано 22 грудня 2013.
9. ↑  Deja Vu (англ.). Metacritic. Архів оригіналу за 24 червня 2018. Процитовано 22 грудня 2013.
10. ↑  Deja Vu — Ukraine Weekend Box Office (англ.). Box Office Mojo. Архів оригіналу за 24 вересня 2015. Процитовано 22 грудня 2013.
11. ↑  Ukraine Yearly Box Office. 2007 (англ.). Box Office Mojo. Архів оригіналу за 23 листопада 2013. Процитовано 22 грудня 2013.
12. ↑  Deja Vu: Awards (англ.). Internet Movie Database. Архів оригіналу за 5 березня 2016. Процитовано 22 грудня 2013.